# Bühne frei für Marika
Bühne frei für Marika ist ein deutscher Revuefilm von Georg Jacoby aus dem Jahr 1958. Jacobys Ehefrau Marika Rökk übernahm im Film die Hauptrolle.

## Handlung
Vor zwei Jahren hat sich die frühere Tänzerin Marion Müller von ihrem Ehemann, dem bekannten Komponisten Michael Norman, im amerikanischen Reno scheiden lassen. Sie konnte es nicht mehr ertragen, dass sie stets im Schatten ihres Mannes ein unbedeutendes Leben führen musste, hatte sie doch für ihn ihre Tanzkarriere aufgegeben. Nach der Scheidung gründete sie eine Künstleragentur, die jedoch kaum erfolgreich ist. Mit Mümmelmann, dem Hausagenten des örtlichen Palast-Theaters, hat sie zwar einen Unterstützer, der ihr hin und wieder einen Klienten vorbeibringt, doch wendet der sich auch von ihr ab, als sich eine von Marion hochangepriesene Kapelle als dilettantische Truppe entpuppt. Nur einer hält nun noch zu ihr – ihr Ex-Mann Michael fragt sie wie letztes Jahr auch dieses Jahr pünktlich zum Scheidungstag, ob sie ihn wieder heiraten will, da er sie noch immer liebt. Mal wieder lehnt sie ab, will sie doch erst erfolgreich sein, bevor sie ihm erneut das Ja-Wort gibt.
Als Michael hört, dass Frank Flemming, der Freund von Marions Sekretärin Inge, seit neustem Klatschreporter der örtlichen Zeitung ist, hat er einen Plan. Frank soll in den nächsten Wochen immer wieder über Marion in der Klatschspalte berichten und so eine künstliche Popularität erzeugen, die zu Buchungen führt und Marion tatsächlich berühmt macht. Davon würde nicht nur die gesamte Künstleragentur profitieren, sondern auch Michael, der Marion so wieder heiraten könnte. Um den Schwindel nicht auffliegen zu lassen, soll Marion unter dem Künstlernamen „Marika Karoly“ in Erscheinung treten. Marion weiß nicht, dass alles Michaels Plan ist. Der wiederum will, dass Marion zu seiner Musik tanzt und findet in Walter Brand einen Mann, der sich vor Marion als Komponist seiner Stücke ausgibt. Michael wiederum erpresst Marion, die Wahrheit über ihren Identitätsschwindel öffentlich zu machen, wenn sie ihn nicht als Marika Karolys Ehemann ausgibt. Sie willigt ein, kann sie ihm doch jetzt zeigen, wie es ist, der unbedeutende Ehepartner eines Stars zu sein.
Denn tatsächlich reißen sich die großen Häuser um die mysteriöse Marika, die noch niemand hat tanzen sehen, von der jedoch alle sprechen. Sie unterschreibt einen Vertrag beim Palast-Theater, Franks Zeitung inszeniert einen großen Empfang am Bahnhof und alle sind begeistert von „Marikas“ ungarischem Akzent, ihrem Witz und Charme – und dass sie ihren Ehemann immer wieder vor allem in seine Schranken verweist.
Die Proben laufen, doch merkt Hausagent Mümmelmann bald, dass er in Marika niemand anderes als Marion vor sich hat. Er gibt dem Theaterdirektor ihre wahre Identität aus gekränkter Eitelkeit preis, weil Schühlein Marika hinter seinem Rücken engagiert hatte. Es droht ein Skandal, der jedoch ausbleibt: Vor allem Frank Flemming kann die Theaterleitung überzeugen, dass die ausverkaufte Premiere stattfindet, schließlich kommt es nicht so sehr auf den Namen, sondern auf die Leistung an. Da Michael Norman zugibt, selbst die Musik der Revue geschrieben zu haben, kann die Direktion nun sogar noch einen weiteren großen Namen auf ihre Plakate drucken lassen. Marion wird kurz vor der Premiere noch von der Ex-Revuetänzerin und nun frustrierten Direktorenehefrau Elvira Schühlein entführt, jedoch von Mümmelmann befreit, der nun endlich seine ersehnten Prozente am Marika-Gewinn zugesprochen kriegt. Die Revue wird ein großer Erfolg und Marika willigt nun endlich ein, Michael erneut zu heiraten. Dies erweist sich am Ende jedoch als überflüssig, wurde die Scheidung in Reno wegen eines Fehlers nie rechtskräftig. Geheiratet wird dennoch werden, denn auch Frank Flemming hat seiner Freundin Inge einen erfolgreichen Heiratsantrag gemacht.

## Produktion
Bühne frei für Marika wurde im Real Film Studio in Hamburg hergestellt. Die Uraufführung fand am 14. August 1958 im Turm-Palast in Frankfurt am Main statt.
Marika Rökk singt im Film die Titel Der schönste Tag im ganzen Jahr, Mir ist so langweilig, Das ist der Swing, Opernparodie und Wenn du willst, wenn du kannst, wenn du möchtest. Roberto Blanco singt Echo-Blues, zudem sind „Die Starlets“ zu hören. Die Liedtexte schrieb Willy Dehmel, die Musik spielte das Deutsche Filmorchester ein.
Neben Marika Rökk tanzen im Film Helmut Ketels, Claus Cristofolini, Archie Savage und Romerito sowie „Die Archie Savage Dancers“, die „Hiller-Girls“ und „Die Resina Girls“.

## Kritik
Hauptdarstellerin Marika Rökk schrieb in ihren Memoiren rückblickend, dass Jacoby und sie mit Nachts im Grünen Kakadu 1957 einen großen Erfolg mit einem Revuefilm gehabt hatten: „Dann machten wir’s falsch. Wir ritten die Erfolgsmasche zu Tode. Wir drehten Bühne frei für Marika! – mit Johannes Heesters –  und Die Nacht vor der Premiere – mit Wolfgang Lukschy. Immer das gleiche Thema mit Variationen.“
Der Spiegel schrieb, dass der Film zweierlei offenbare: „Ebenso spurlos wie die Jahre sind an Hauptdarstellerin und Regisseur […] auch die Fortschritte des internationalen Musikfilms vorübergegangen.“
Das Lexikon des internationalen Films kritisierte die „klischierte Rahmenhandlung für ein Revue-Lustspiel, das der Marika Rökk die Stichworte für ihre immer noch brillante Tanzakrobatik liefert.“
Cinema befand, dass der Film ein „etwas fadenscheiniges Vehikel für den einstigen Ufa-Star Marika Rökk“ sei. „Fazit: Filmisches Pendant zum Nierentischchen“.